# Krasiejów
Krasiejów (niem. Krascheow, Schönhorst) – wieś w Polsce, położona w województwie opolskim, w powiecie opolskim, w gminie Ozimek.
Wieś leży około 5 km na wschód od drogi krajowej nr 46 Opole-Lubliniec-Częstochowa i siedziby gminy – Ozimka, na południe od drogi wojewódzkiej nr 453 Bierdzany-Zawadzkie.

## Nazwa
Nazwa wsi pochodzi od staropolskiego określenia barwienia "kraszenia" lub barwy, koloru "krasny". Niemiecki nauczyciel Heinrich Adamy w swoim dziele o nazwach miejscowości na Śląsku wydanym w 1888 roku we Wrocławiu wymienia pierwotną nazwę wsi jako Krasiejow podając jej znaczenie "Schonfeld" czyli "piękne, ładne pole". Nazwa wsi została później fonetycznie zgermanizowana na Krascheow i utraciła swoje pierwotne znaczenie.

## Integralne części wsi
| SIMC    | Nazwa      | Rodzaj     |
| ------- | ---------- | ---------- |
| 0998837 | Kopalnia   | część wsi  |
| 0501162 | Myślina    | przysiółek |
| 0998843 | Nieznowice | część wsi  |
| 0998850 | Potasznia  | część wsi  |
| 0501156 | Zamoście   | część wsi  |

## Historia

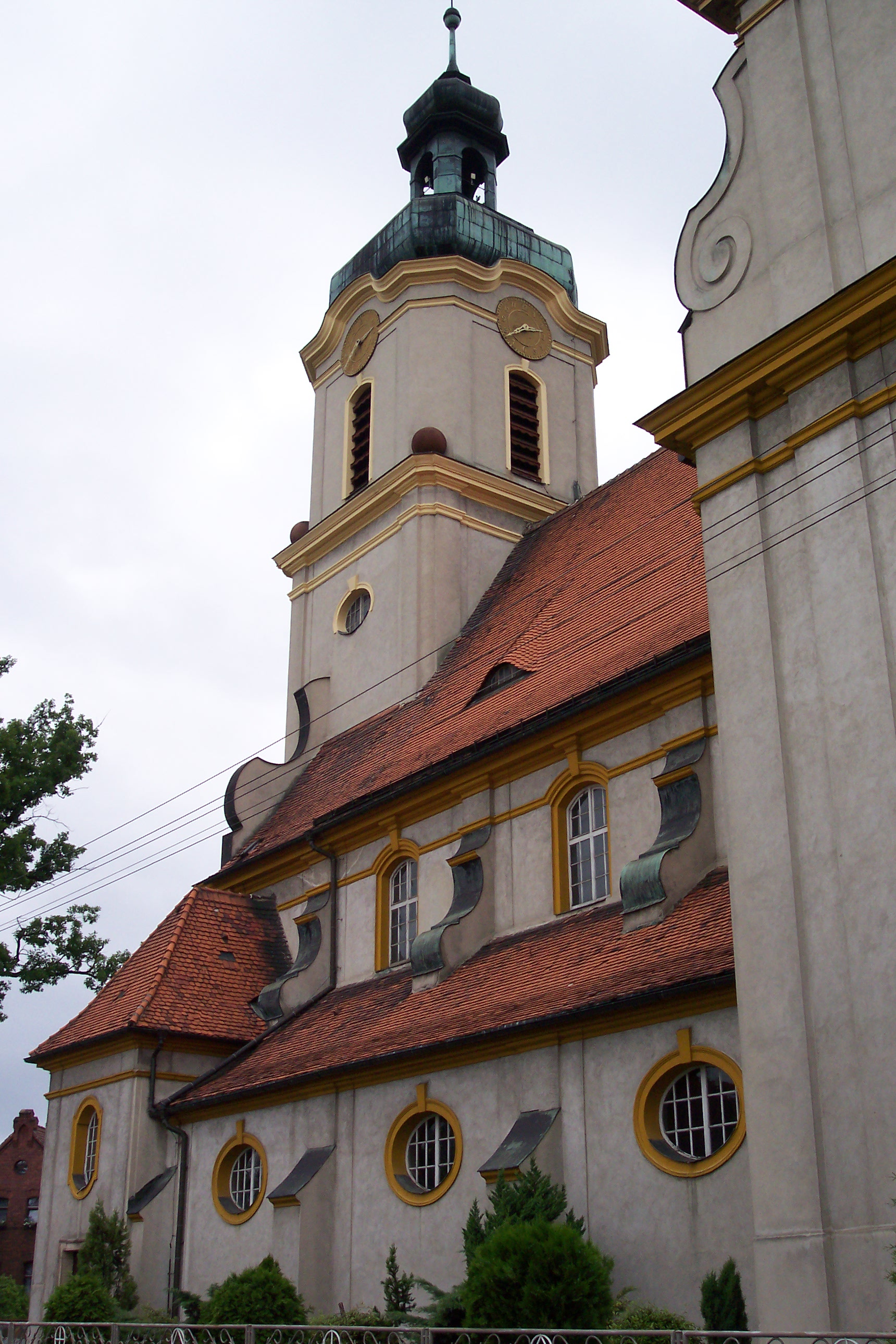
Kościół pw. św. Małgorzaty

Jest najstarszą miejscowością w gminie. Pierwsze wzmianki na temat Krasiejowa przypadają na ok. 1292 r. W 1518 zbudowano drewniany kościół zastąpiony murowanym w 1804, który od 1867 stał się główną świątynią miejscowej parafii. W połowie XVIII wieku powstała niewielka huta żelaza bazująca na okolicznych złożach rud darniowych oraz surowcu, a później przywożonym. Huta żelaza zakończyła swą działalność z powodu wyczerpania się złóż w 1821, a w jej budynkach do 1860 produkowano lufy karabinowe, po czym firma upadła. W 1854 przez Krasiejów przeprowadzono linię kolejową i otwarto dworzec, co przyczyniło się do rozwoju wsi. W 1910 zbudowano cegielnię, działająca do 1967 r, a w okresie 1974 - 2002, na bazie wyrobiska cegielni działała kopalnia iłu na potrzeby cementowni w Strzelcach Opolskich.
W 1910 roku w miejscowości mieszkało 1361 osób z czego 1234 mówiło językiem polskim, 1 polskim i niemieckim, a 116 niemieckim. W wyborach komunalnych jakie odbyły się w listopadzie 1910 roku mieszkańcy oddali 216 głosów na polską listę z ogólnej sumy 367 i uzyskali 7 z 12 mandatów. W miejscowości działało wiele polskich organizacji np. od 1920 roku gniazdo śląskiej dzielnicy Polskiego Towarzystwa Gimnastycznego „Sokół” kierowanego przez Pawła Buchtę oraz Jana Richtera, Kółko Rolnicze, Związek Towarzystw Polek, Związek Rolników Polskich na Śląsku oraz koło śpiewacze "Jutrzenka". Podczas powstań śląskich miejscowość kilkukrotnie była miejscem walk pomiędzy miejscową komórką Polskiej Organizacji Wojskowej Górnego Śląska a bojówkami niemieckimi. W czasie plebiscytu zwyciężyła opcja niemiecka - 452 do 433 za Polską.
W wyniku zmiany nazw przez władze niemieckie w latach 1936-1945 miejscowość nosiła nazwę Schönhorst.
W latach 1954–1961 wieś należała i była siedzibą władz gromady Krasiejów, po jej zniesieniu w gromadzie Ozimek.

## Zabytki
Do wojewódzkiego rejestru zabytków wpisane są:
- kościół par. pw. św. Małgorzaty, neobarokowy, wybudowany w latach 1911–1913 o bogatym wystroju wnętrza
  - ogrodzenie, murowane, z bramą i furtą
- zbiorowa mogiła powstańców śląskich, na cmentarzu rzym.-kat., z 1921 r.

inne zabytki:
- budynek klasztoru z 1896 r.

## Paleontologiczne stanowisko triasowych skamieniałości

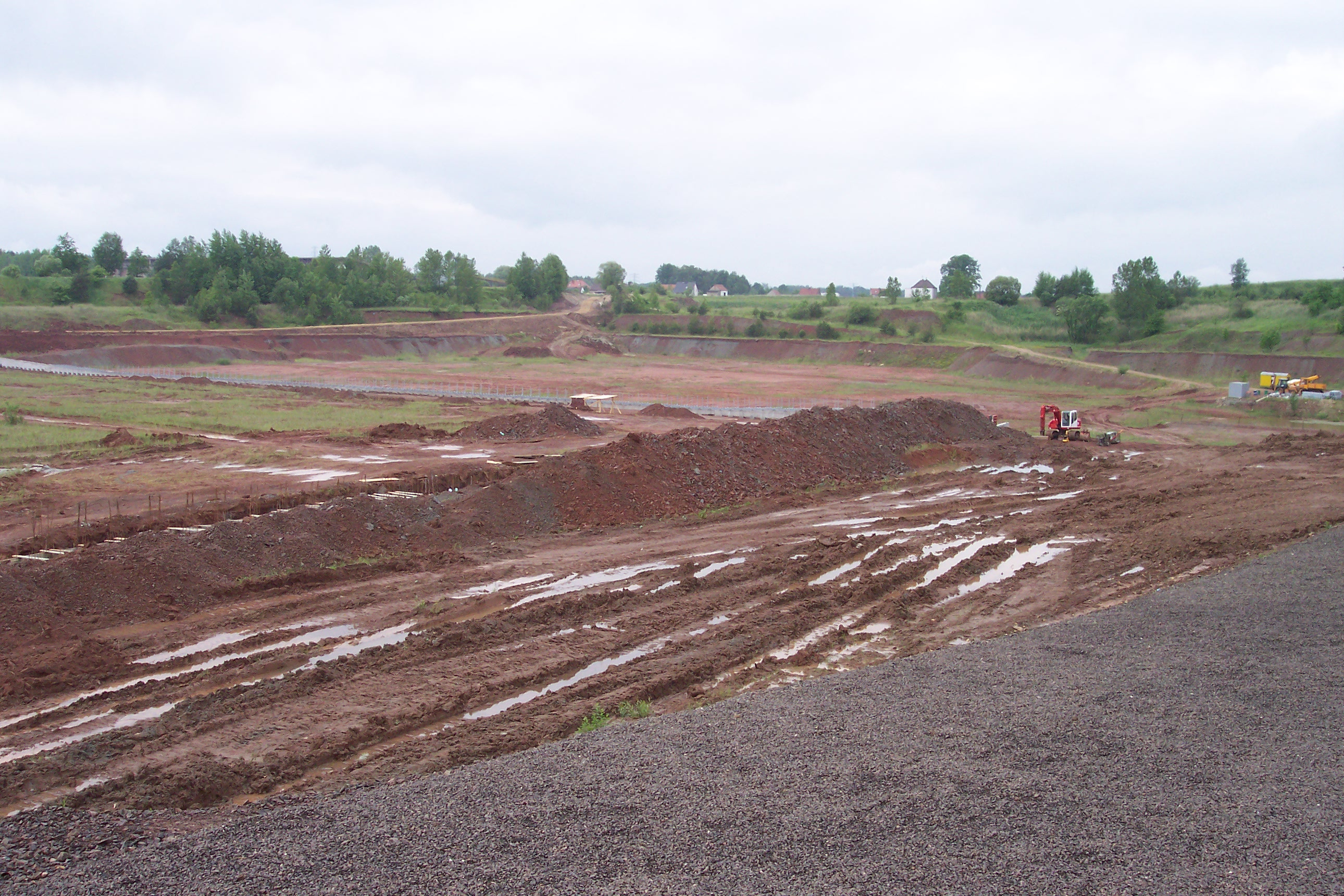
Teren dawnego wyrobiska w trakcie budowy ekspozycji, która weszła później w skład dinoparku

W Krasiejowie od 1993 r. prowadzone są największe (obok wykopalisk w Lipiu Śląskim) w Polsce wykopaliska paleontologiczne, których pierwsze naukowe opracowanie ukazało się w 2000 r. W obrębie skał górnego triasu w dwóch pokładach napotkano masowe nagromadzenia dużych fragmentów szkieletów jeziornych i lądowych kręgowców sprzed około 230 mln lat. Światowy rozgłos zyskało znalezienie przez zespół profesora Jerzego Dzika licznych szczątków dinozauromorfa Silesaurus opolensis. Występują też liczne skamieniałości płazów z grupy labiryntodontów (Metoposaurus, Cyclotosaurus) i gadów z grupy „tekodontów” (Paleorhinus, Stagonolepis, Polonosuchus). Krasiejowskie znaleziska tych rodzajów są przeważnie znacznie bardziej kompletne od okazów znalezionych w innych lokalizacjach. Odkryto także sfenodonty, ryby, bezkręgowce i rośliny. Na bazie skamieniałości z Krasiejowa ustanowiono 14 nowych taksonów, a o geologii i paleontologii tego stanowiska opublikowano 22 artykuły w wiodących światowych pismach naukowych (stan na schyłek 2012 r.) oraz kilka innych artykułów w czasopismach regionalnych, poświęcono temu stanowisku także monografię naukową i książki popularnonaukowe. Główna ekspozycja skamieniałości krasiejowskich oraz ich rekonstrukcji znajduje się w Muzeum Ewolucji PAN w Warszawie.

## Muzea
Dzięki znaleziskom skamieniałości w Krasiejowie utworzono dwa muzea, jedno w dawnej szkole i drugie na samym złożu kostnym, otwarte w 2006 r. To ostatnie znajdujące się w Pawilonie Paleontologicznym, prezentuje odsłonięty i nienaruszony przez badaczy fragment pokładu iłu z zachowanymi kośćmi i fragmentami szkieletów gadów i płazów. Największe czaszki osiągają 0,5 m. Pawilon Paleontologiczny wybudowany według projektu architektów z biur Goczołowie Architekci Studio Autorskie oraz OVO Grąbczewscy Architekci został w roku 2007 nagrodzony wieloma prestiżowymi nagrodami, m.in. Wyróżnieniem Wojewody Opolskiego oraz Nagrodą Roku SARP dla najlepszego obiektu architektonicznego zrealizowanego w Polsce. 1 VI 2010 otworzono na terenie wyrobiska i nad nim wielki park edukacyjno-rozrywkowy JuraPark Krasiejów, obejmuje on, oprócz części rekreacyjno-gastronomicznej, wystawę modeli dinozaurów mezozoiku wielkości naturalnej, tunel czasu (przejazd pociągiem tunelem z wyświetlaniem filmu o dziejach od Wielkiego Wybuchu do kryzysu perm/trias) i kino 5D, wyświetlające trójwymiarowy film o dinozaurach kredy i ich zagładzie. W budowie są inne elementy dinoparku.

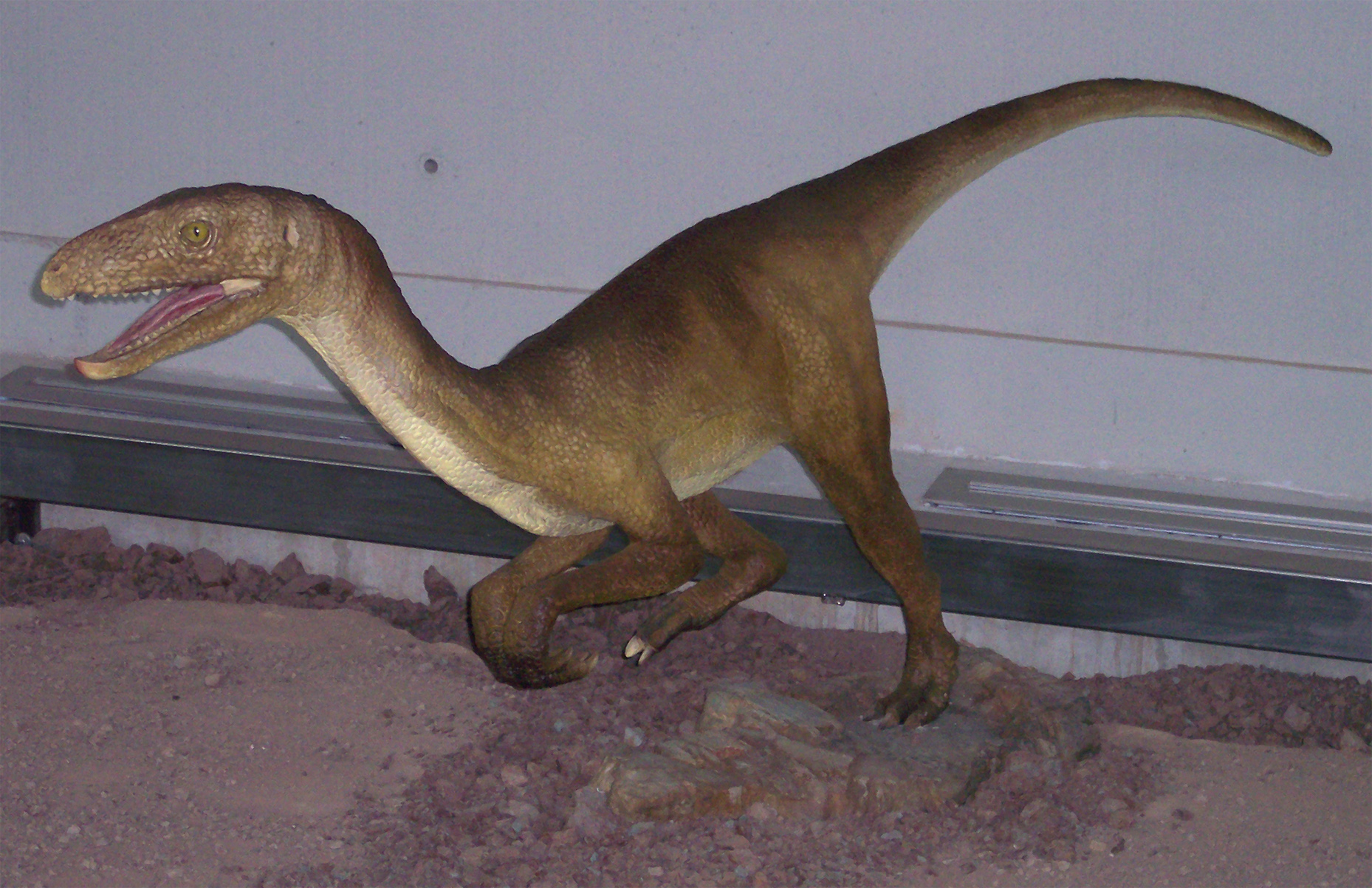
Silesaurus opolensis – po raz pierwszy odkryty w Krasiejowie
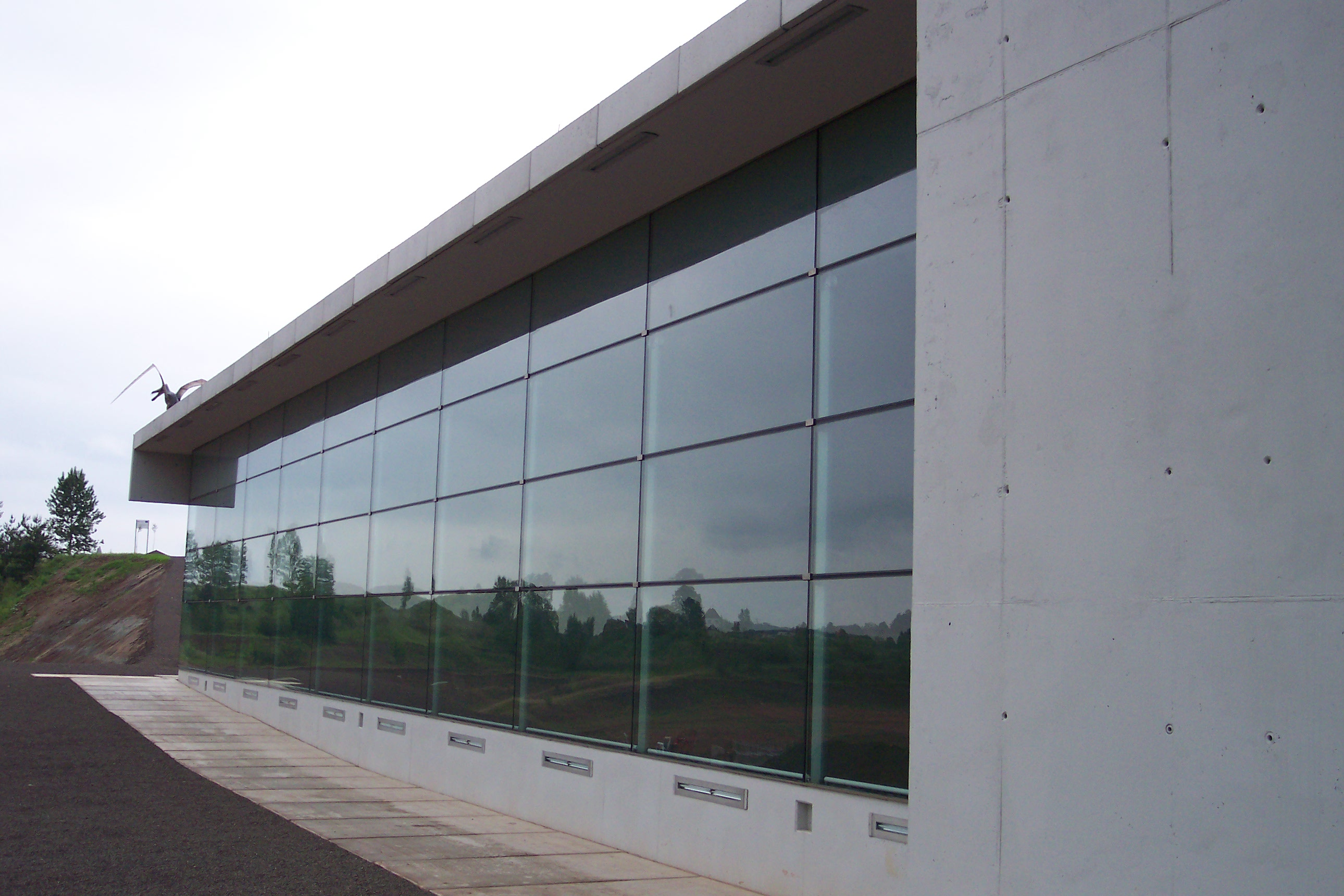
Pawilon paleontologiczny